# Orostachys malacophylla
Orostachys malacophylla là một loài thực vật có hoa trong họ Crassulaceae. Loài này được (Pall.) Fisch. miêu tả khoa học đầu tiên năm 1809.